# Badanie korelacyjne
Badanie korelacyjne (model korelacyjny, model wielokrotnej regresji) – model badawczy stosowany w pracy psychologa podczas badania empirycznego, nastawiony na sprawdzenie hipotezy badawczej dotyczącej siły i kierunku związku pomiędzy badanymi zmiennymi. Jak mówi klasyfikacja Cronbacha, należy on do drugiej klasy modeli badawczych niezakładających manipulacji zmiennymi (obok modeli eksperymentalnych, które zakładają manipulacje zmiennymi niezależnymi istotnymi dla zmiennej zależnej). Badanie korelacyjne zakłada zbadanie dwóch (lub więcej) zmiennych oraz ich powiązania między sobą.

## Przykład badania korelacyjnego
Wobec pytania badawczego: „w jaki sposób opinie na temat mniejszości narodowych związane są z odległością, w jakiej dana osoba mieszka od granicy państwa, z którego pochodzi dana mniejszość?” podejmuje się następujące kroki:
- postawienie hipotezy badawczej;
- dokonanie pomiaru opinii na temat mniejszości narodowej;
- dokonanie pomiaru odległości miejsca zamieszkania osób badanych od granicy państwa danej mniejszości;
- sprawdzenie, czy wartości są ze sobą powiązane.

## Współczynnik korelacji
Badania korelacyjne są ściśle związane ze współczynnikiem korelacji, czyli miarą statystyczną, która określa kierunek oraz siłę związku między zmiennymi. Najczęściej stosowanym współczynnikiem korelacji jest współczynnik korelacji Pearsona.
Siła związku jest określana jako wartość w przedziale od −1 do 1. Im większa wartość bezwzględna współczynnika, tym siła związku jest większa. Jeśli współczynnik wynosi 0, oznacza to, że nie zachodzi zależność między zmiennymi. Gdy współczynnik korelacji jest dodatni, wartości zmiennych wzrastają wprost proporcjonalne względem siebie. Gdy współczynnik korelacji jest ujemny, wartości zmiennych są odwrotnie proporcjonalne. Na przykład gdyby odnotowano istotny dodatni współczynnik korelacji pomiędzy wagą a wzrostem u ludzi, można byłoby stwierdzić, że osobom wyższym towarzyszy większa waga.
Graficzną interpretacją współczynnika korelacji jest wykres rozrzutu.
Przy testowaniu hipotez modelowi korelacyjnemu odpowiada model statystyczny wielokrotnej regresji/korelacji (ang. multiple regression/correlation).